# Kunszállás
Kunszállás este un sat în districtul Kecskemét, județul Bács-Kiskun, Ungaria, având o populație de 1.694 de locuitori (2011). 

## Demografie
Componența etnică a satului Kunszállás
     Maghiari (98,52%)
     Necunoscut (0,77%)
     Germani (0,71%)
     Alții (0,77%)
Componența confesională a satului Kunszállás
     Romano-catolici (75,8%)
     Fără religie (2,66%)
     Reformați (1,48%)
     Necunoscută (19,42%)
     Alte religii (1%)
Conform recensământului din 2011, satul Kunszállás avea 1.694 de locuitori. Din punct de vedere etnic, majoritatea locuitorilor (98,52%) erau maghiari. Apartenența etnică nu este cunoscută în cazul a 0,77% din locuitori.  Din punct de vedere confesional, majoritatea locuitorilor (75,8%) erau romano-catolici, existând și minorități de persoane fără religie (2,66%) și reformați (1,48%). Pentru 19,42% din locuitori nu este cunoscută apartenența confesională.